# Kappa de la Corona Boreal b
Kappa de la Corona Boreal b (κ Coronae Borealis b) és un gegant gasós situat a aproximadament 102 anys llum a la constel·lació de la Corona Boreal. Aquest planeta va ser descobert per Johnson et al., mitjançant el mètode de la velocitat radial. Va ser descobert el setembre del 2007 i publicat el novembre.
El planeta tenia una massa d'1,8 masses jovianes o 570 masses terrestres. Tot i que només és coneguda la massa mínima, ja que no es coneix la inclinació. Orbita a una distància de 2,7 unitats astronòmiques o 400 gigàmetres i triga 1208 dies (3,307 anys) a orbitar Kappa Coronae Borealis.